# Whitney Hedgepeth
Whitney Lynn Hedgepeth (Charlottesville, 19 maart 1971) is een Amerikaans zwemster.

## Biografie
Hedgepeth zwom tijdens de Olympische Zomerspelen van 1996 in eigen land naar de gouden medaille op de 4x100m wisselslag, Hedgepeth zwom in de series de rugslag. Op 100m en 200m rugslag legde zij beslag op de zilveren medaille.

## Internationale toernooien
| Jaar | Olympische Spelen                                                                | WK                                        | Pan-Pacs                                            | P-AS                                |
| ---- | -------------------------------------------------------------------------------- | ----------------------------------------- | --------------------------------------------------- | ----------------------------------- |
| 1987 |                                                                                  |                                           |                                                     | 200m vrije slag · 4x200m vrije slag |
| 1988 | 10e 200m wisselslag                                                              |                                           |                                                     |                                     |
| 1989 |                                                                                  |                                           |                                                     |                                     |
| 1990 |                                                                                  |                                           |                                                     |                                     |
| 1991 |                                                                                  | 4x100m vrije slag · DSQ 4x200m vrije slag | 5e 100m vrije slag 4e 200m rugslag 10e 100m rugslag |                                     |
| 1992 |                                                                                  |                                           |                                                     |                                     |
| 1993 |                                                                                  |                                           |                                                     |                                     |
| 1994 |                                                                                  |                                           |                                                     |                                     |
| 1995 |                                                                                  |                                           | 5e 100m rugslag · 200m rugslag                      |                                     |
| 1996 | 100m rugslag · 200m rugslag · 4x100m wisselslag · Hedgepeth zwom enkel de series |                                           |                                                     |                                     |